# Vohun
Vohún (obveščevalne službe raje uporabljajo izraze tájni agènt, operatívec, tájni sodélavec, ...) je oseba, ki se ukvarja s prikritim (tajnim) zbiranjem obveščevalnih podatkov, ki bi koristili njegovi državi oziroma naročniku. 

## Dvojni, trojni agenti
Vohun, ki istočasno vohuni za dve nasprotujoči se strani, je dvojni agent (npr. Mata Hari je bila hkrati nemška in francoska vohunka); tisti, ki za tri strani, pa je trojni agent.

## Vohunstvo v Kazenskem zakoniku Republike slovenije
358. člen opredeljuje:
1. Kdor služi tuji državi ali tuji organizaciji ali njunemu agentu tako, da zbira zaupne vojaške, gospodarske ali uradne podatke ali dokumente, ali jim jih sporoči ali izroči, ali jim omogoči, da pridejo do njih, se kaznuje z zaporom od enega do osmih let.
2. Kdor v škodo Republike Slovenije ustvari za tujo državo ali tujo organizacijo obveščevalno službo, ali jo vodi, se kaznuje z zaporom najmanj treh let.
3. Kdor stopi v tujo obveščevalno službo iz prejšnjega odstavka, ali podpira njeno delo, se kaznuje z zaporom od šestih mesecev do petih let.

## Seznam
- seznam vohunov
- seznam izmišljenih vohunov